# Warmte-krachtcentrale Vijfwal Houten
Warmte-krachtcentrale Vijfwal Houten is een wijk-energiecentrale voor stadsverwarming in de gemeente Houten die vanaf 2001 in werking is.
De centrale werd aanvankelijk geëxploiteerd door de Regionale Energie Maatschappij Utrecht (REMU), die in 2003 overgenomen is door Eneco. Dit bedrijf is eigenaar van deze aardgascentrale en van het bijbehorende warmtenet en de ketels die als warmtebuffer dienen.
Eneco levert de warmte voornamelijk aan enkele duizenden woningen in Houten-Zuid: 2480 in 2009 en 3800 in 2013; daarnaast werd aan 18 andere gebouwen geleverd in 2013. In 2013 werd 150 terajoule (TJ) warmte geproduceerd. Daarvan werd 120 TJ geleverd aan woningen en 10 TJ aan andere afnemers. In 2021 stelde Eneco zelf dat er jaarlijks 109 TJ aan warmte gebruikt werd. Het piekvermogen is 30 megawatt aan warmte en 6 megawatt aan elektriciteit. De centrale heeft onder meer drie gasmotoren van het type Jenbacher 616 en verder gasketels en warmtebuffers.

## TEO
In 2020 en 2021 is een haalbaarheidsstudie uitgevoerd naar het benutten van de warmte van het Amsterdam-Rijnkanaal, dat 800 meter ten zuiden van de centrale ligt. Deze thermische energie uit oppervlaktewater (TEO) zou met een warmtepomp vrijgemaakt kunnen worden. Dit zou wel de aanleg van ondergrondse warmteopslag vereisen tussen het kanaal en de centrale. De warmte uit het kanaal wordt ook genoemd in een gemeentelijke visie voor de warmtevoorziening van Houten.

## Conflict
Een conflict tussen Eneco en een groep bewoners over de tarieven resulteerde in 2005 in de oprichting van een stichting Actie Giga Joule, die van 2005 tot 2011 een juridische strijd voerde. Rechtbank en gerechtshof oordeelden dat Eneco in redelijkheid tot de tariefstelling kon komen.

### Noot
1. ↑  De afname is 20 TJ lager dan de productie. De bron specificeert geen oorzaak, maar blijkens de tabellen in de ECN-bron zijn dergelijke verschillen gebruikelijk.

Warmteverlies tijdens transport en opslag is een mogelijke oorzaak.